# Frisco City
Frisco City és una població dels Estats Units a l'estat d'Alabama. Segons el cens del 2000 tenia 1.460 habitants.

## Demografia
Segons el cens del 2000, Frisco City tenia 1.460 habitants, 589 habitatges, i 405 famílies. La densitat de població era de 139,9 habitants/km².
Dels 589 habitatges en un 35,1% hi vivien nens de menys de 18 anys, en un 45% hi vivien parelles casades, en un 19,5% dones solteres, i en un 31,1% no eren unitats familiars. En el 30,1% dels habitatges hi vivien persones soles el 14,9% de les quals corresponia a persones de 65 anys o més que vivien soles. El nombre mitjà de persones vivint en cada habitatge era de 2,48 i el nombre mitjà de persones que vivien en cada família era de 3,07.
Per edats la població es repartia de la següent manera: un 29,3% tenia menys de 18 anys, un 8,5% entre 18 i 24, un 27,1% entre 25 i 44, un 21,9% de 45 a 60 i un 13,2% 65 anys o més.
L'edat mediana era de 35 anys. Per cada 100 dones hi havia 84,3 homes. Per cada 100 dones de 18 o més anys hi havia 80,1 homes.
La renda mediana per habitatge era de 26.176 $ i la renda mediana per família de 32.663 $. Els homes tenien una renda mediana de 26.898 $ mentre que les dones 19.464 $. La renda per capita de la població era de 12.170 $. Aproximadament el 19,5% de les famílies i el 25,5% de la població estaven per davall del llindar de pobresa.

## Poblacions més properes
El següent diagrama mostra les poblacions més properes.